# Konzo

Imagen de persona con Konzo

En medicina, el konzo (conocido como mantakassa en el norte de Mozambique) es una enfermedad epidémica que causa parálisis. Está ampliamente distribuida en regiones tropicales del mundo. Está asociada a dietas consistentes esencialmente en la ingesta casi exclusiva de yuca no procesada adecuadamente, el tercer alimento consumido en los trópicos después del arroz y del maíz.
Esta enfermedad se produce a causa de los glucósidos cianogénicos presentes en la raíz de yuca o mandioca. Puede evitarse con una correcta preparación que consiste en machacar muy bien la raíz y lavarla con abundante agua (algo difícil en zonas donde el agua escasea.) También ayuda el que no se elimine la piel de la raíz, ya que la raíz contiene abundantes proteínas ricas en azufre, que facilitan la asimilación del cianuro.

## Etimología
"Konzo" significa "piernas atadas" en el lenguaje Yaka del suroeste de la República Democrática del Congo. Fue descrita por el Dr. G. Trolli en 1938. El nombre fue tomado por Hans Rosling, médico sueco y sus colegas, los cuales describieron ampliamente etapa por etapa la espasticidad típica de las personas afectadas.
La sintomatología clínica es similar a la del latirismo y a la paraparesia espástica tropical y la paraparesia espástica hereditaria, salvo que los dos últimos padecimientos tienen un inicio más lento.
Otra mieloneuropatía también asociada a la ingestión de glucósidos cianogénicos de la yuca es la neuropatía tropical atáxica (TAN), descrita por primera vez en partes de Nigeria por B.O. Osuntukun en 1968. La enfermedad todavía se da en algunas áreas.

## Etiología
El origen de la lesión neurológica no está claro. La enfermedad se presenta asociada con alta ingestión de glucósidos cianogénicos de una dieta monótona de yuca amarga la cual es baja en proteína, particularmente de aminoácidos sulfurados. Estos son esenciales para la desintoxicación en el cuerpo de cianuro a tiocianato, el cual se elimina por la orina. Un número de estudios implican la combinación elevada de la yuca amarga y baja ingestión de aminoácidos sulfurados como el factor etiológico. Individuos del mismo grupo étnico no sufren esta enfermedad, porque en Mozambique viven cerca del mar, en Tanzania viven cerca del Lago Victoria y tienen accesos al pescado, o cerca de los bosques y tienen acceso a las proteínas de origen animal.
El konzo se ha diseminado geográficamente conforme el consumo de yuca ha ido creciendo en nuevas áreas donde se tiene poco conocimiento de los métodos de proceso para remover el cianuro. Las epidemias de konzo ocurren debido a la guerra la cual causa un rompimiento en la vida familiar de las aldeas muy pobres, sequías y es cuando la planta incrementa el contenido de cianuro en sus raíces 2-4 veces más y el cianuro contenido en la harina también se encuentra con gran incremento. 
Los métodos tradicionales del procesamiento de la yuca para remover los glucósidos cianogénicos consisten en dejar secarla al sol y fermentarla en montones acumulados en el Este de África, que son inadecuados para el retiro del cianuro inclusive en un ciclo completo de lluvia. En África Central el remojar en agua por 4-5 de las raíces de la yuca es adecuado, pero el corto remojo de 1-2 días deja mucha acumulación de cianuro en la harina y lleva al konzo. En África del Oeste un producto llamado Gari el cual es fabricado a base de diferentes métodos de utilización de la harina en forma asada, ha reducido el contenido total del cianuro de 10-20 ppm. No hay reportes de casos de konzo en el oeste de Camerún. 

## Frecuencia
Konzo ha sido reportado en brotes principalmente entre mujeres y niños en las poblaciones rurales remotas en República Democrática del Congo, Mozambique (donde se le conoce como mantakassa), Tanzania, República Central Africana, Camerún y Angola.
El primer reporte del brote ocurrió en la Provincia de Bandundu se presentó en República Democrática del Congo en 1936-1937 y el segundo fue en la Provincia de Nampula en el Noreste de Mozambique en 1981. En cada brote fueron reportados más de 1000 casos. Racimos familiares son comunes. Los brotes típicamente ocurren en las temporadas de sequías en casas familiares en absoluta pobreza en donde pueden permanecer por semanas o meses en donde es insuficiente el proceso de la yuca. Pequeños brotes y casos esporádicos han sido reportados en todos los países mencionados anteriormente

## Síntomas
La aparición de parálisis (paraparesia espástica) es súbita y simétrica y afecta las piernas más que los brazos. Esto da como resultado inestabilidad la cual es permanente pero no progresa. Típicamente, el paciente esta quieto y estando caminando tiene la sensación de bolas en los pies con rigidez de las piernas y frecuentemente con clonus en las rodillas.
Inicialmente, muchos pacientes experimentan debilidad generalizada durante los primeros días y están postrados en cama por algunos días o semanas antes de tratar de caminar. Ocasionalmente presentan visión borrosa y dificultades en la emisión del lenguaje durante el primer mes, excepto en pacientes enfermos severamente. La espasticidad está presente desde el primer día, sin una fase inicial de flacidez. Después de las semanas iniciales hay mejoría de los síntomas, pero la paraparesia espástica permanece estable por el resto de la vida. Algunos pacientes pueden presentar abruptos episodios de agravamiento, por ejemplo un súbito y permanente empeoramiento de la paraparesia espástica. Cada episodio es idéntico a la presentación inicial y puede por lo tanto interpretarse como una segunda presentación.

## Diagnóstico
La OMS (WHO en inglés) ha recomendado tres criterios para el diagnóstico del konzo:
- Una simetría visual de anormalidad espástica simétrica en su paso, mientras está caminando o corriendo.
- Historia de inicio de debilidad de menos de una semana seguida sin progresión en una persona sana anteriormente.
- Exacerbación de los reflejos bilaterales de manera exagerada en rodillas y codos sin haber síntomas de la médula espinal.

Dependiendo de la severidad, el konzo se divide en tres categorías:
- Leve: Cuando el individuo puede caminar sin apoyo.
- Moderado: Cuando el individuo necesita uno o dos bastones de apoyo para poder caminar.
- Severo: Cuando el individuo afectado es incapaz de poder caminar sin apoyo.

## Tratamiento y pronóstico
No se ha encontrado tratamiento que pueda mostrar beneficios considerables en los individuos afectados más que las medidas de rehabilitación y el uso de medidas de apoyo para caminar. La utilización de paracetamol, derivados de vitamina B12, gabapentina, pregabalina y otros antineuríticos no ha sido efectiva. En la República Central Africana algunos niños han sido operados con una elongación (estiramiento) del tendón de Aquiles con lo cual se favorece la posición del pie pero a largo plazo las consecuencias son inciertas. 

## Prevención
El konzo puede ser prevenido por la utilización del "método mojado" el cual es usado para remover el cianuro residual en la harina de la yuca, como un método adicional en su proceso. La harina de la yuca es colocada en un tazón hasta el nivel marcado dentro del tazón. Se agrega agua para su mezcla hasta que llega a la parte superior de la marca. La harina mojada es colocada en una capa a la luz del sol por 2 h o 5 horas en la resolana para que escape el cianuro hidrogenado producido por el rompimiento del linamarin por la enzima linamarasa. La harina húmeda es cocida en agua hirviendo de la manera tradicional para producir unas "gachas gruesas" llamado "fufu" o "ugalli", las cuales son sazonados por algunas formas como una salsa. El método húmedo es aceptado por las mujeres rurales porque no requiere de un trabajo o un equipo extra y produce un fufu que no es amargo, porque el sabor amargo se ha ido con el linamarin.
En el 2010, el método húmedo fue enseñado a las mujeres en Kay Kalenge village, Popokabaka Health Zone, Bandundu Province, DRC, donde había 34 casos de konzo. Las mujeres utilizaron este método y durante la intervención no se presentaron más casos de konzo. y el contenido de tiocinato en la orina de los niños escolares se encontraban en niveles seguros. La prevención del konzo se pudo prevenir por primera vez en la misma zona de salud en donde se descubrió el primer caso por el Dr. Trolli en 1938. Catorce meses después de la intervención en la aldea esta fue visitada de nuevo. Se encontró que no había nuevos casos de konzo, los niños escolares tenían niveles bajos en la orina del tiocinato, por lo cual el método de lavado, se aceptó y se extendió siendo ampliamente diseminado por comunicación oral a las tres aldeas vecinas. Esto es importante para la enseñanza a las mujeres que el konzo es debido al veneno presente en sus alimentos, y que mediante la utilización regular del método de lavado y la colocación de pósteres en donde se explica en diferentes lenguajes su enseñanza y aplicación como un método útil para la eliminación de los residuos del cianuro.
El método de lavado es ahora utilizado en 13 aldeas en DRC con cerca de 10 mil habitantes. El tiempo de la intervención ha sido reducido de 18 meses en la primera intervención a 12 meses en la segunda intervención, a 9 meses en la tercera y cuarta intervenciones. Esto ha reducido el costo por persona para prevenir el konzo mediante la eliminación del cianuro de la harina de la yuca a 16 dólares por persona. Este método ha reducido la ingestión de cianuro, siendo más barato y más efectivo en la prevención del konzo que otro tipo de intervenciones.